# Marcel Clément
Marcel Clément, född 11 mars 1921 i Paris, död 8 april 2005 i Paris, var en fransk filosof, författare och journalist. 
Clément undervisade i samhällsfilosofi mellan 1948 och 1962 i Montréal och Québec, sedan vid Institut Catholique de Paris fram till 1966. Från 1968 var han professor i moralfilosofi och politik vid Faculté libre de philosophie comparée de Paris. Mellan 1962 och 1988 var han chefredaktör för den katolska tidskriften L'homme nouveau. Clément var expert på den katolska kyrkans sociala doktrin och han stödde själv den konservativa ultramontanismen.